# 佩頓 (密西西比州蒂尼卡縣)
佩頓（英語：Peyton）是位於美國密西西比州蒂尼卡縣的鬼鎮。

## 地理
佩頓所處的海拔為高於海平面58米（即190英呎），而該地所採用的時區為UTC-6，即北美中部時區（CST）。同時該地設有夏令時間，為UTC-6調快一小時，即UTC-5（CDT）。